# Liettres
Liettres (Nederlands: Liste) is een gemeente in het Franse departement Pas-de-Calais (regio Hauts-de-France) en telt 239 inwoners (1999). De plaats maakt deel uit van het arrondissement Béthune.

## Geografie
De oppervlakte van Liettres bedraagt 3,1 km², de bevolkingsdichtheid is 77,1 inwoners per km².
De onderstaande kaart toont de ligging van Liettres met de belangrijkste infrastructuur en aangrenzende gemeenten.

## Demografie
Onderstaande figuur toont het verloop van het inwonertal (bron: INSEE-tellingen).